# Planète+ Thalassa
Pour les articles homonymes, voir Thalassa.
Planète+ Thalassa est une chaîne de télévision française de documentaires consacrés au monde maritime diffusée entre le 1er novembre 2002 et le 1er janvier 2016. Elle est une déclinaison de la chaîne Planète+ du groupe Canal+, lui-même contrôlé par le groupe Bolloré.

## Histoire
Le 15 septembre 1999, la chaîne arrive sous le nom de Planète 2.
En juillet 2002, MultiThématiques et France Télévisions, annoncent avoir signé un accord pour créer une chaîne de télévision dont le thème tourne autour de celui de l'émission Thalassa, diffusée sur France 3 depuis 1975 (chaîne à l'époque nommé FR-3 jusqu'en 1992). Elle voit le jour le 1er novembre 2002 sous le nom de Planète Thalassa et remplace dans le même temps Planète 2.
MultiThématiques souhaitant se rapprocher de la chaîne mère du groupe, Canal+, elle devient en même temps que ses consœurs le 17 mai 2011, Planète+ Thalassa.
Les groupes France Télévisions et Canal+ ont annoncé en début décembre 2015 que la chaîne cessera d'émettre le 1er janvier 2016 à 3h28. Ils ont adressé un communiqué aux abonnés CANAL :

« L’offre de chaîne proposée sur la thématique Découverte étant très forte, France Télévisions et le Groupe CANAL+ ont choisi d’un commun accord d’arrêter Planète + Thalassa à compter du 31 décembre. »

« CANALSAT continuera, évidemment, de vous proposer la sélection des meilleures chaînes et l’offre de programmes à la demande la plus riche du marché et à l’enrichir dans les mois à venir. Une refonte ambitieuse de l’offre Découverte est d’ailleurs en cours d’élaboration pour 2016. »

Alors que la chaîne passa en boucle une bande annonce concernant les 3 chaînes Planète + restantes depuis sa disparition...Ce ne fut que le 9 février, lors d'une nouvelle numérotation des chaînes ainsi que de l'arrivée de A+ (chaîne de télévision) ainsi que de Campagnes TV, COLMAX TV et SUNDANCE CHANNEL sur CANALSAT, que le canal 81 de Planète+ Thalassa sera déréférencé.

### Identité visuelle (logo)

Logo de Planète 2 du 15 septembre 1999 au 30 octobre 2002
Logo de Planète Thalassa du 1er novembre 2002 au 16 mai 2011
Logo de Planète+ Thalassa du 17 mai 2011 au 1er janvier 2016

## Organisation

### Dirigeants
Président :
- Georges Pernoud

Directeur des antennes :
- Bruno Tallut

### Capital
À sa création, le capital de la chaîne est détenu à 66 % par multiThématiques (Groupe Canal+) et à 34 % par France Télévisions.

## Programme
Planète Thalassa propose des documentaires inédits et des versions reformatées de reportages réalisés par les équipes de Thalassa et de Faut pas rêver. Première chaîne consacrée au monde maritime, elle diffuse quotidiennement, de 9h00 à 1h00 du matin, seize heures de programmes composés de reportages, magazines et documentaires rigoureusement sélectionnés par les équipes conjointes de Thalassa / Faut pas rêver et celle de Planète.
Animée par Georges Pernoud, les journalistes membres de l’équipe Thalassa, mais aussi des personnalités comme Loïck Peyron, l’antenne est caractérisée par une présence renforcée de magazines et de rendez-vous hebdomadaires qui, tout au long de l’année, se font l’écho de l’actualité du monde maritime.